# Universidad de Tirana

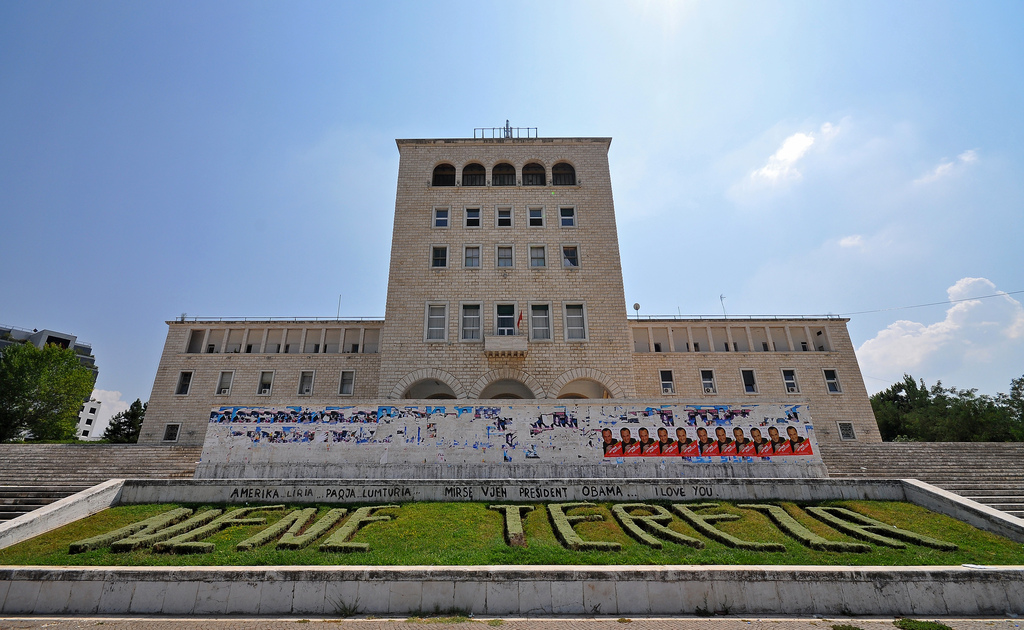
La Universidad de Tirana

La Universidad de Tirana (Universiteti i Tiranës) fue la primera universidad de Albania. 
Se funda en octubre de 1957 con el nombre de Universidad Estatal de Tirana (Universiteti Shtetëror i Tiranës), y es la unión de cinco grandes institutos. Entre 1985 y 1991, fue conocida como Universidad de Tirana Enver Hoxha (Universiteti i Tiranës "Enver Hoxha", en homenaje al Secretario general del Partido del Trabajo de Albania, Enver Hoxha). Al principio estuvo compuesta de diez facultades, pero en 1991 fue dividida en la Universidad Politécnica de Tirana y la principal Universidad de Tirana.
Más de 14.000 estudiantes asisten a esta universidad, que cuenta con más de 600 profesores. El Rector es Shezai Rrokaj (desde el 2003).

## Facultades y departamentos
- Facultad de Medicina
  - Medicina General
  - Estomatología
- Facultad de Ciencias Sociales
  - Filosofía-Sociología
  - Psicología
  - Asistencia Social
- Facultad de Ciencias Naturales
  - Matemáticas
  - Física
  - Química
  - Biología
  - Informática
  - Farmacología
- Facultad de Historia y Filología
  - Historia
  - Geografía
  - Lingüística albanesa
  - Literatura albanesa
  - Periodismo
- Facultad de Derecho
- Facultad de Ciencias Económicas
  - Finanzas-Contaduría
  - Economía
  - Administración de empresas
  - Mercadotecnia, Turismo
- Facultad de Lenguas extranjeras
  - Inglés
  - Francés
  - Italiano
  - Alemán
  - Idiomas balcánicos
- Departamento de Educación Física

Administrado por la Universidad está el Jardín Botánico de la Universidad de Tirana.